# Lin-Manuel Miranda
Lin-Manuel Miranda   (Manhattan, 16 de gener de 1980) és un compositor estatunidenc, lletrista, actor, cantant, raper, productor, i autor, àmpliament reconegut per crear i protagonitzar els musicals In The Heights i Hamilton. Entre els premis que ha rebut hi ha un Premi Pulitzer, tres Premis Tony, tres Premis Grammy, un Premi Emmy, una Beca MacArthur, i un Kennedy Centre Honor el 2018.
Miranda va escriure la música i la lletra del musical de Broadway In the Heights el 2008. El musical teatral ha estat adaptat al cinema i es va estrenar el juny de 2021. Pel musical va guanyar el Premi Tony a la millor Partitura Original, l'àlbum del repartiment original de l'espectacle va guanyar el Premi Grammy al millor Àlbum de Teatre Musical, i el Premi Tony al Millor Musical. Miranda també va ser nominat pel Premi Tony al millor Actor en un Musical pel seu paper protagonista.
El reconeixement més ampli li va arribar per escriure el guió, la música i les lletres de Hamilton, musical aclamat com a fenomen de la cultura pop des de l'estrena a Broadway el 2015. L'espectacle va guanyar el Premi Pulitzer de Teatre, el Premi Grammy a millor Àlbum de Teatre Musical, i va rebre la xifra rècord de 16 nominacions als Premis Tony, dels quals en va guanyar 11, incloent Millor Musical, millor Partitura Original i millor Llibret. Pel seu paper protagonista en aquest musical, Miranda va ser nominat per un altre Premi Tony a millor Actor en un Musical. L'enregistrament del repartiment original de Hamilton va passar deu setmanes al top Billboard d'àlbums de Rap el 2015; Billboard subsegüentment el va llistar com l'onzè àlbum més gran dels 2010s. The Hamilton Mixtape, un àlbum de versions de les cançons del musical, desenvolupat i presentat per Miranda, va assolir número u en el Billboard 200.
La feina televisiva de Miranda inclou papers recurrents a The Electric Company (2009–2010) i Do No Harm (2013). Va presentar Saturday Night Live per primera vegada el 2016 rebent la seva primera nominació a l'Emmy com a actor. Com a col·laborador de The Walt Disney Company, Miranda va compondre música per una escena de Star Wars: El despertar de la força (2015) i Star Wars: L'ascens de Skywalker (2019); va escriure música i cançons per la pel·lícula musical animat Vaiana (2016), això li va valer nominacions pel Globus d'Or a la millor Cançó Original i el Premi de l'Acadèmia a la millor Cançó Original, per la cançó "How far I'll go", i va protagonitzar la fantasia musical Mary Poppins Returns (2018), en el paper de Jack pel qual va ser nominat a un Globus d'Or al millor Actor de Musical o Comèdia.
Miranda ha estat actiu políticament, sobretot en nom de Puerto Rico. Es va reunir amb diversos polítics l'any 2016 per pronunciar-se a favor de l'alleujament del deute de Puerto Rico i va recaptar fons per a esforços de rescat i socors després que l'huracà Maria va assolar l'illa el 2017.

## Primers anys de vida
Lin-Manuel Miranda va néixer el 16 de gener de 1980 a la ciutat de Nova York, fill de la doctora Luz Towns-Miranda, psicòloga, i Luis A. Miranda, Jr., consultor del Partit Demòcrata. El nom "Lin-Manuel" està inspirat en un poema sobre la guerra del Vietnam, Nana roja para mi hijo Lin Manuel, de l'escriptor porto-riqueny José Manuel Torres Santiago. Miranda es va criar al barri d'Inwood, a Nova York. És descendent de Puerto Rico i, durant la seva infància i adolescència, passava almenys un mes cada any amb els seus avis a la Vega Alta, a Puerto Rico. Miranda té una germana gran, Luz, responsable financera del Grup MirRam.
Miranda va assistir al Hunter College Elementary School i Hunter College High School. Entre els seus companys de classe hi ha el periodista Chris Hayes, que va ser el primer director de Miranda quan aquest va protagonitzar una obra teatral i el raper Immortal Technique, que va intimidar Miranda durant la secundària, tot i que després es van fer amics. Va ser durant la secundària que Miranda va començar a escriure musicals.
Com a estudiant, Miranda va escriure el primer borrador del que seria el seu primer musical de Broadway, In the Heights, el 1999, el seu primer any a la universitat de Wesleyan. Després que Second Stage, companyia de teatre estudiantil de la universitat, acceptés representar l'espectacle, Miranda hi va afegir números de rap i salsa freestyle i el musical es va estrenar el 1999. Miranda va escriure i dirigir diversos musicals a Wesleyan, i va actuar en moltes altres produccions, que van des de musicals fins a obres de Shakespeare. Es va graduar l'any 2002.

## Carrera

### Teatre

#### 2002–10: In the Heights
El 2002, Miranda i John Buffalo Mailer van treballar amb el director Thomas Kail per revisar In The Heights. La dramaturga Quiara Alegría Hudes es va incorporar a l'equip l'any 2004. Després de l'èxit a l'Off-Broadway, el musical va passar a Broadway, estrenant-se el març del 2008 al Richard Rodgers Theatre. Va rebre 13 nominacions als premis Tony, guanyant-ne quatre, entre ells el de millor musical i millor partitura original. També va guanyar el premi Grammy al millor àlbum de teatre musical. L'actuació de Miranda en el paper principal d'Usnavi li va valer una nominació al premi Tony al millor actor en un musical. Miranda va deixar el repartiment de la producció de Broadway el 15 de febrer de 2009.
Miranda va tornar a representar el paper d'Usnavi quan la gira nacional d'In The Heights va arribar a Los Angeles entre el 23 de juny i el 25 de juliol de 2010 i ho va fer de nou a San Juan, Puerto Rico. Miranda es va reincorporar al repartiment de Broadway com a Usnavi des del 25 de desembre de 2010, fins que la producció va tancar el 9 de gener de 2011, després de 29 funcions prèvies i 1.185 representacions oficials.
Miranda va crear altres obres per als escenaris durant aquest període. Va escriure diàlegs en llengua espanyola i va treballar amb Stephen Sondheim en la traducció a l'espanyol d'algunes lletres per al revival de Broadway de West Side Story del 2009. Durant aquest temps, també va actuar en bars i bat mitsvahs. L'any 2008, el compositor i lletrista Stephen Schwartz el va convidar a contribuir amb dues noves cançons per a una versió revisada de Working, el musical de Schwartz i Nina Faso de 1978, que es va estrenar el maig de 2008 al teatre de repertori d'Asolo a Sarasota, Florida.
Durant aquests anys, Miranda també va treballar com a professor d'anglès a la seva antiga escola de secundària, va escriure per al Manhattan Times com a columnista i crític de restaurants i va compondre música per a anuncis publicitaris.
El 2003, Lin-Manuel Miranda va co-fundar Freestyle Love Supreme, un grup d'improvisació hip-hop que ha visitat l'Edimburg Fringe Festival, així com els Festivals de Comèdia d'Aspen, Melbourne i Mont-real. El grup va crear una miniserie de televisió per a Pivot el 2014 i va debutar a Broadway el 2 Octubre de 2019 al Booth Theatre en un espectacle titulat Freestyle Love Supreme amb crítiques positives.

#### 2011–14:Bring It Oni altres treballs teatrals
Miranda va co-escriure la música i les lletres de Bring It On: The Musical amb Tom Kitt i Amanda Green. Bring It On es va estrenar al Alliance Theatre d'Atlanta, Geòrgia el gener de 2011. El musical va començar una gira nacional pels Estats Units el 30 d'octubre de 2011 a Los Angeles, Califòrnia. Després es va representar a Broadway al St. James Theatre, començant les funcions prèvies el 12 de juliol i estrenant-se oficialment l'1 d'agost de 2012. Va tancar el 30 de desembre de 2012. L'espectacle va ser nominat als premis Tony en les categories de Millor musical i millor Coreografia.
El febrer de 2012, Miranda va protagonitzar el musical Merrily We Roll Along, de Stephen Sondheim, en el paper de Charley, en un concert teatralitzat dins del cicle Encores! al New York City Center .
Entre els seus èxits teatrals del 2014 hi ha un premi Emmy per la cançó "Bigger!", que Miranda i Kitt van co-escriure per al número d'obertura als 67ns Premis Tony. Juntament amb Kitt, va guanyar el Premi Primetime Emmy a la millor música i lletra.
Miranda també va escriure la música i la lletra del musical d'un sol acte 21 Chump Street i va actuar com a narrador a l'única representació de l'espectacle que es va fer a l' Acadèmia de Música de Brooklyn el 7 de juny de 2014, i que es va emetre a la ràdio pública el 20 de juny del mateix any. Aquell mateix mes de juny, juntament amb Leslie Odom Jr. i Karen Olivo, va protagonitzar la reposició del musical Tick, Tick... Boom! de Jonathan Larson dins el cicle Encores! sota la direcció artística de Jeanine Tesori. Oliver Butler va dirigir l'espectacle.

#### 2011–2016Hamilton: An American Musical

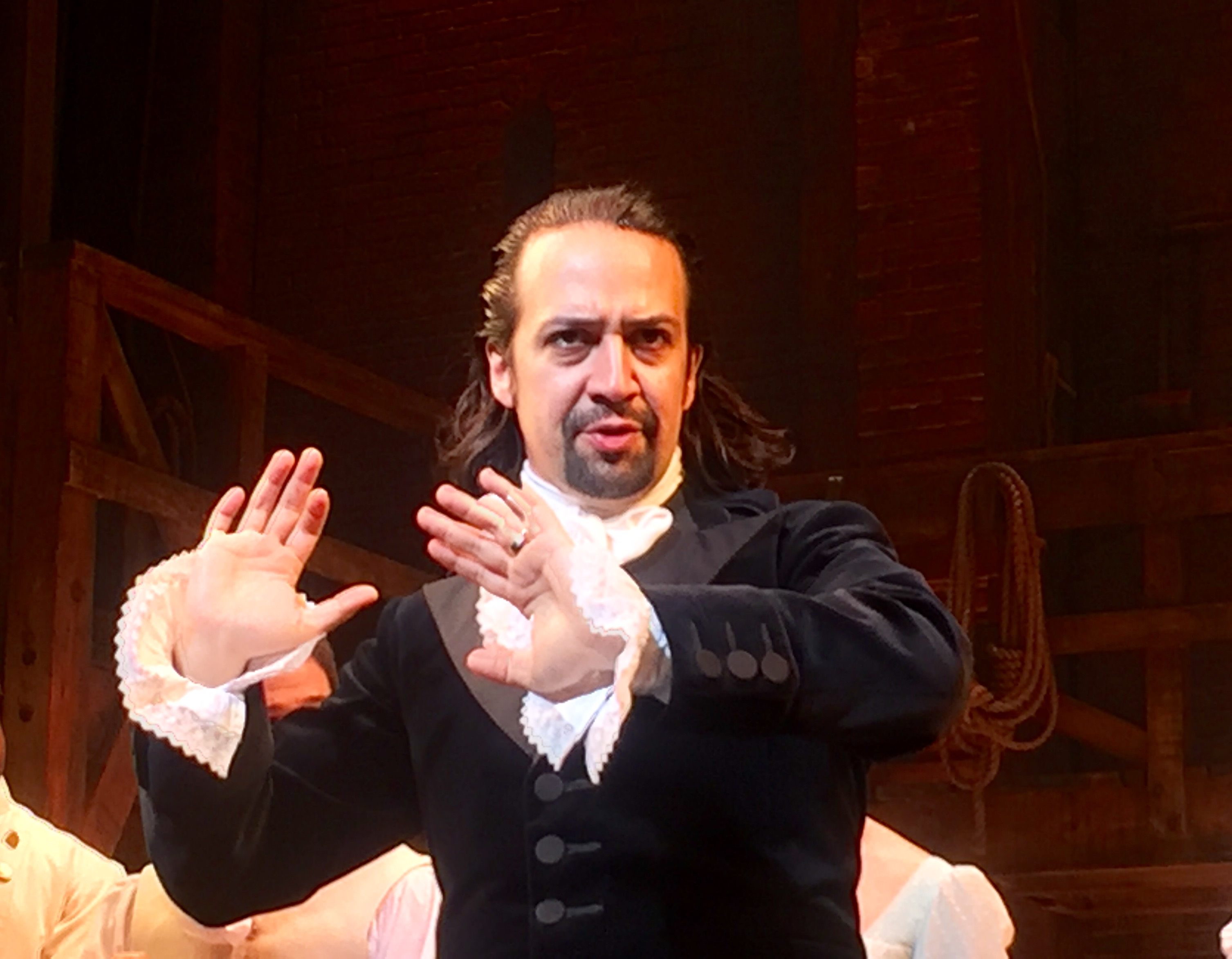
Miranda a Hamilton, 2016

Mentre estava de vacances el 2008, Miranda va llegir una biografia d'Alexander Hamilton escrita per Ron Chernow i, inspirat pel llibre, va escriure un rap sobre Hamilton que va interpretar a la Vetllada de poesia, música i paraula oral de la Casa Blanca el 12 de maig de 2009, acompanyat per Alex Lacamoire. Això es va convertir en la llavor del que acabaria sent, sis anys després, el musical Hamilton. Més tard, Miranda va explicar que va passar un any escrivint la cançó " My Shot ", revisant-la infinitat de vegades perquè cada vers reflectís l'intel·lecte d'Alexander Hamilton. L'any 2012, Miranda interpretava un conjunt extens de peces basades en la vida de Hamilton, a la qual es referia llavors com a Hamilton Mixtape; el New York Times ho va descriure com “un canvi de joc evident”.
Hamilton: An American Musical es va estrenar a l'Off-Broadway, al Public Theatre, el gener de 2015, dirigit per Thomas Kail. Miranda és l'autor del llibret i la partitura, i també en va ser el primer protagonista. L'espectacle va rebre crítiques molt positives, i va esgotar totes les localitats. El 2015, Chernow i Miranda van rebre el Premi History Makers de la Societat Històrica de New York per la seva feina en la creació del musical. L'espectacle va començar les funcions prèvies a Broadway el juliol del 2015 al Teatre Richard Rodgers i es va estrenar oficialment el 6 d'agost de 2015, amb crítiques molt positives. A la primera nit de les prèvies de Hamilton a Broadway, es van reunir més de 700 persones pel sorteig d'entrades. La loteria d'entrades a preu reduït (lottery) de Hamilton es va convertir en Ham4Ham, una sèrie de mini-representacions a l'aire lliure per als participants en el sorteig que Miranda i els membres del repartiment van organitzar diàriament durant més d'un any, fins al 31 d'agost de 2016.
Miranda guanya uns drets del 3% per cada actuació de Hamilton, fent així que a data de juliol de 2017 hagués guanyat 12,7 milions de dòlars.
El 15 de març de 2016, membres del repartiment de Hamilton van actuar a la Casa Blanca i van fer-hi tallers; Miranda va interpretar rap freestyle a partir de les indicacions del president Obama.
L'abril del 2016, Miranda i Jeremy McCarter van publicar Hamilton: The Revolution, un llibre que descriu el viatge de Hamilton des de la concepció fins a l'èxit de Broadway i relata la revolució cultural que impregna l'espectacle.
A la 70ena edició dels premis Tony, Hamilton va guanyar el premi Tony al millor musical; Miranda va guanyar els premis Tony a la millor partitura original i el millor llibre d'un musical i va rebre una nominació al millor actor d'un musical. També va guanyar el premi Pulitzer de Drama pel musical i l'àlbum del repartiment original de Hamilton va guanyar el premi Grammy al millor àlbum de teatre musical. El maig del 2016, per la seva tasca en el paper d'Alexander Hamilton, Miranda va rebre el premi Drama League Distinguished Performance Award. Miranda va fer la seva última actuació a Hamilton el 9 de juliol del 2016 però va prometre tornar a l'espectacle. Va fer-ho durant tres setmanes a Puerto Rico entre l'11 i el 27 de gener de 2019. Les entrades per a aquestes representacions es van esgotar en tres hores el novembre de 2018. En una ressenya, Chris Jones va elogiar "les profundes emocions a l'escenari" en la representació de Miranda, així com la millora de la tècnica vocal i de dansa respecte les representacions a Broadway.
Un documental sobre la creació de l'espectacle, Hamilton's America, protagonitzat per Miranda, es va estrenar al New York Film Festival l'1 d'octubre de 2016 i es va emetre per primera vegada a la sèrie Great Performances de la PBS el 21 d'octubre de 2016. Un enregistrament de la producció de Broadway amb el repartiment original de Hamilton es va publicar a Disney + el 3 de juliol de 2020.
El 24 de gener de 2016, Miranda va fer un cameo a la producció de Broadway de Les Misérables interpretant el paper fora de l'escena de Loud Hailer complint el seu somni d'infantesa de formar part del primer espectacle que va veure a Broadway.

#### 2019–present: retorn al teatre
El gener del 2019, Miranda va reprendre el seu paper com a Alexander Hamilton, per interpretar-lo, durant tres setmanes, al Centre de Belles Arts Luis A. Ferré de Puerto Rico. La recaptació que va fer el musical durant la seva estada a Puerto Rico, va anar destinada a un fons per reconstruir l'illa després de l'Huracà Maria. El març d'aquell mateix any, va interpretar al Rei Artur en el concert especial de Camelot al Lincoln Center; compartí escenari amb Solea Pfiffer i Jordan Donica.
El 2023, Miranda va escriure lletra addicional pel musical de Broadway New York, New York.

### Cinema

#### Inicis
Miranda va aparèixer, amb un petit paper, a la pel·lícula d'acció real de Walt Disney Pictures, The Odd Life of Timothy Green (2012).

#### 2015–present: projectes Disney
Miranda es va entrevistar amb Disney l'hivern del 2013 i va enviar una demo de sis cançons als estudis d'animació de Walt Disney. Això va ser l'inici d'una sèrie de col·laboracions amb l'empresa: 
- Moana - La primavera del 2014, l'estudi va contractar Miranda per col·laborar en l'escriptura i interpretar música per a Moana, llargmetratge d'animació de 2016.[83][84] Del 2014 al 2016, Miranda va col·laborar amb Opetaia Foa'i i Mark Mancina en les cançons de Moana.[85] Més tard va explicar que, com que estava tan ocupat amb Moana i Hamilton, va rebutjar altres projectes "que l'haurien distret", però que això li va servir com a "revisió de l'ego" quan Hamilton es va convertir en un èxit. Moana es va estrenar el novembre de 2016 i va ser un èxit de taquilla, aconseguint crítiques positives i elogis per a la composició de cançons de Miranda.[86][87][88] Miranda també va cantar la cançó "We Know the Way" a la pel·lícula, i va enregistrar una versió a duet amb Jordan Fisher de la cançó "You're Welcome", que es pot escoltar als crèdits finals de la pel·lícula.[89] Per a la cançó " How Far I'll Go ", Miranda va rebre nominacions al Globus d'Or, a la Crítica, a l'Oscar i al Premi Grammy.[90][91][92][93]
- Star Wars: El despertar de la força: mentre treballava a Hamilton, Miranda va aportar música per a la pel·lícula distribuïda per Disney Star Wars: The Force Awakens (2015), escrivint una cançó per a l'escena a la cantina de Maz Kanata, un homenatge a la clàssica escena de la Cantina de Mos Eisley.[94]
- DuckTales - Miranda va debutar el maig del 2018 com la veu de Gizmoduck a.k.a. Fenton Crackshell-Cabrera) al reinici de DuckTales de 2017 de Disney Channel.[95]
- Mary Poppins Returns: Miranda interpreta a Jack, un lampista i antic aprenent de Bert, l'escura xemeneies interpretat per Dick Van Dyke a la pel·lícula original de 1964, Mary Poppins. Aquest és el seu primer paper important després de deixar el repartiment de Hamilton a Broadway. El 2017, per filmar la pel·lícula dirigida per Rob Marshall, Miranda es va traslladar a Londres. Mary Poppins Returns va ser estrenada el desembre de 2018.[96][97]
- Star Wars: L'ascens de Skywalker: després de la seva obra a El despertar de la força, Miranda va aportar música per a la pel·lícula Star Wars: L'ascens d'Skywalker (2019), escrivint una cançó per a l'escena del planeta desert Pasaana, a més fer un cameo com a soldat de Resistència.[98]
- L'enregistrament en directe del musical original de Broadway Hamilton va ser adquirit per Walt Disney Pictures i publicat a Disney+ el 3 de juliol de 2020.[99][100]
- Encanto: Miranda torna a col·laborar amb Walt Disney Animation Studies en la pel·lícula Encanto, dirigida per Jared Bush i Byron Howard. Ha escrit 8 cançons originals per a la pel·lícula. La pel·lícula es va estrenar el 24 de novembre de 2021 a cinemes nord-americans i el 24 de desembre de 2021 va arribar a la plataforma digital de Disney+.[101][102][103] La banda sonora va ser un èxit internacional, en concret la cançó "We Don't Talk About Bruno", que va arribar al número 1 de la Billboard Hot 100.[104] Miranda va rebre una nominació als Oscar en la categoria de millor cançó original per la cançó "Dos Oruguitas".[105]
- The Little Mermaid: l'agost de 2016, Miranda va acceptar escriure cançons amb Alan Menken pel remake de La Sireneta de Disney en acció real. Miranda també coproduí la pel·lícula amb Marc Platt.[106] Miranda i Menken han escrit quatre cançons noves per a La Sireneta, les quals es van enregistrat a l'abril del 2020.[107][108] La pel·lícula va ser estrenada als cinemes el 26 de maig de 2023.[109]

#### In the Heights(2021)
L'adaptació cinematogràfica de In the Heights ha estat en desenvolupament des del 2008, quan Universal Pictures va adquirir els drets per fer la pel·lícula. Aquest projecte es va cancel·lar el 2011, any en què estava prevista la seva estrena. L'any següent, però, Miranda va suggerir que la pel·lícula no estava descartada i el 2016 es va anunciar que The Weinstein Company produiria el film, amb Jon M. Chu a la direcció. La pel·lícula va tornar a quedar bloquejada el 2017 després de l'escàndol per mala conducta sexual de Harvey Weinstein, quan la dramaturga Quiara Alegria Hudes, guionista, va sol·licitar que Weinstein renunciés als drets. Aquesta renúncia es va fer oficial l'abril del 2018. El mes següent, Warner Bros va adquirir els drets de la pel·lícula i va anunciar que la pel·lícula tornava a estar en desenvolupament, una vegada més amb Chu a la direcció. Tot i que Miranda havia insistit des del 2016 que no interpretaria el paper d'Usnavi en cap adaptació cinematogràfica, l'abril de 2019 es va anunciar que apareixeria a la pel·lícula, però amb paper menor: Piraguero, conegut com a Piragua Guy en el musical. Miranda també és productor de la pel·lícula, que és protagonitzada per Anthony Ramos, Corey Hawkins, Leslie Grace, i Jimmy Smits. La pel·lícula s'havia d'estrenar el 26 de juny de 2020, però es va retardar a causa de l'impacte de la pandèmia de la covid19 en la indústria cinematogràfica. L'estrena de In The Heights estava prevista pel 18 de juny de 2021. Finalment, va ser estrenada a uns quants cinemes i a HBO temporalment el dia 10 de juny de 2021.

#### Vivo(2021)
Miranda també ha proporcionat onze noves cançons a la pel·lícula Vivo, una pel·lícula protagonitzada per ell. És una pel·lícula d'animació de Sony Pictures dirigida per Kirk DeMicco i que estava prevista que s'estrenés als cinemes el 4 de juny de 2021. Finalment, es va estrenar a determinats cinemes el 30 de juliol de 2021 i el 6 d'agost de 2021 va ser estrenada a Netflix.

#### Tick, Tick...Boom!(2021)
El juliol de 2018, Imagine Entertainment va anunciar que Miranda debutaria com a director de cinema amb una adaptació del musical semi-autobiogràfic de Jonathan Larson Tick, Tick. . . Boom!, amb guió del llibertista de Dear Evan Hansen, Steven Levenson. Miranda també produirà la pel·lícula juntament amb Ron Howard i Brian Grazer. La pel·lícula es va estrenar a cinemes concrets el 12 de novembre de 2021 i el 19 de novembre va estar disponible a Netflix.

#### Propers projectes
Miranda va acordar el 2016 exercir com a productor executiu i compositor de l'adaptació cinematogràfica de Lionsgate de The Kingkiller Chronicle de Patrick Rothfuss, així com de sèries de televisió vinculades.

### Televisió

#### 2007–2013: primers papers
Durant l'inici de la seva carrera, Miranda va interpretar diferents papers a la televisió. El 2007 va aparèixer com a actor convidat a la sèrie de televisió The Sopranos a l'episodi "Remember When", i el 2009 va interpretar Alvie, el company d'habitació de Gregory House en un hospital psiquiàtric, en l'episodi de dues hores que obria la sisena temporada de la sèrie House; va tornar a interpretar el mateix paper el maig del 2010. També va treballar per a Sesame Street, interpretant papers ocasionals i cantant la cançó del segment Murray Has a Little Lamb. Va ser compositor i actor en la tornada de The Electric Company el 2009 i va aparèixer al gag de CollegeHumor titulat "Hardly Working: Rap Battle", interpretant-se a ell mateix com a intern i raper. El 2011, va aparèixer a la sèrie de televisió Modern Family en l'episodi " Good Cop Bad Dog ". El 2013 va interpretar el paper recurrent de Ruben Marcado en el drama de la NBC Do No Harm. Posteriorment va aparèixer a la comèdia de la CBS How I Met Your Mother, en un episodi en vers titulat "Bedtime Stories" que es va emetre el novembre de 2013.

#### 2016–2021: Papers còmics i altres projectes
El 24 d'abril de 2016, al programa de televisió Last Week Tonight with John Oliver, al final d'un segment sobre la crisi del deute a Puerto Rico, Miranda va interpretar un emotiu rap sobre el fet de permetre a l'illa reestructurar el seu deute.
Miranda va ser el presentador convidat al programa Saturday Night Live el 8 d'octubre de 2016 i es va interpretar a si mateix en dos episodis de Curb Your Enthusiasm el 2017, rebent nominacions al Premi Emmy per totes dues aparicions.
Entre el 2019 i el 2022, va interpretar a Lee Scoresby a l'adaptació televisiva del 2019 de La matèria obscura També va interpretar el paper del germà d'Amy (David Santiago) a l'episodi The golden child de la sèrie Brooklyn Nine-Nine, de la cadena NBC. El 29 de juliol de 2019 es va anunciar que Miranda va fer equip amb el llegendari productor de televisió Norman Lear per fer un documental sobre la vida de l'actriu porto-riquenya Rita Moreno, titulat provisionalment Rita Moreno: The Girl Who Decided to Go for It.

#### 2022–present: altres papers
El novembre de 2022, es va anunciar que Miranda havia estat escollit per interpretar a Hermes a la sèrie de Disney Percy Jackson and the Olympians, que va ser estrenada a Disney+ el 19 de desembre de 2023.

## Vida personal

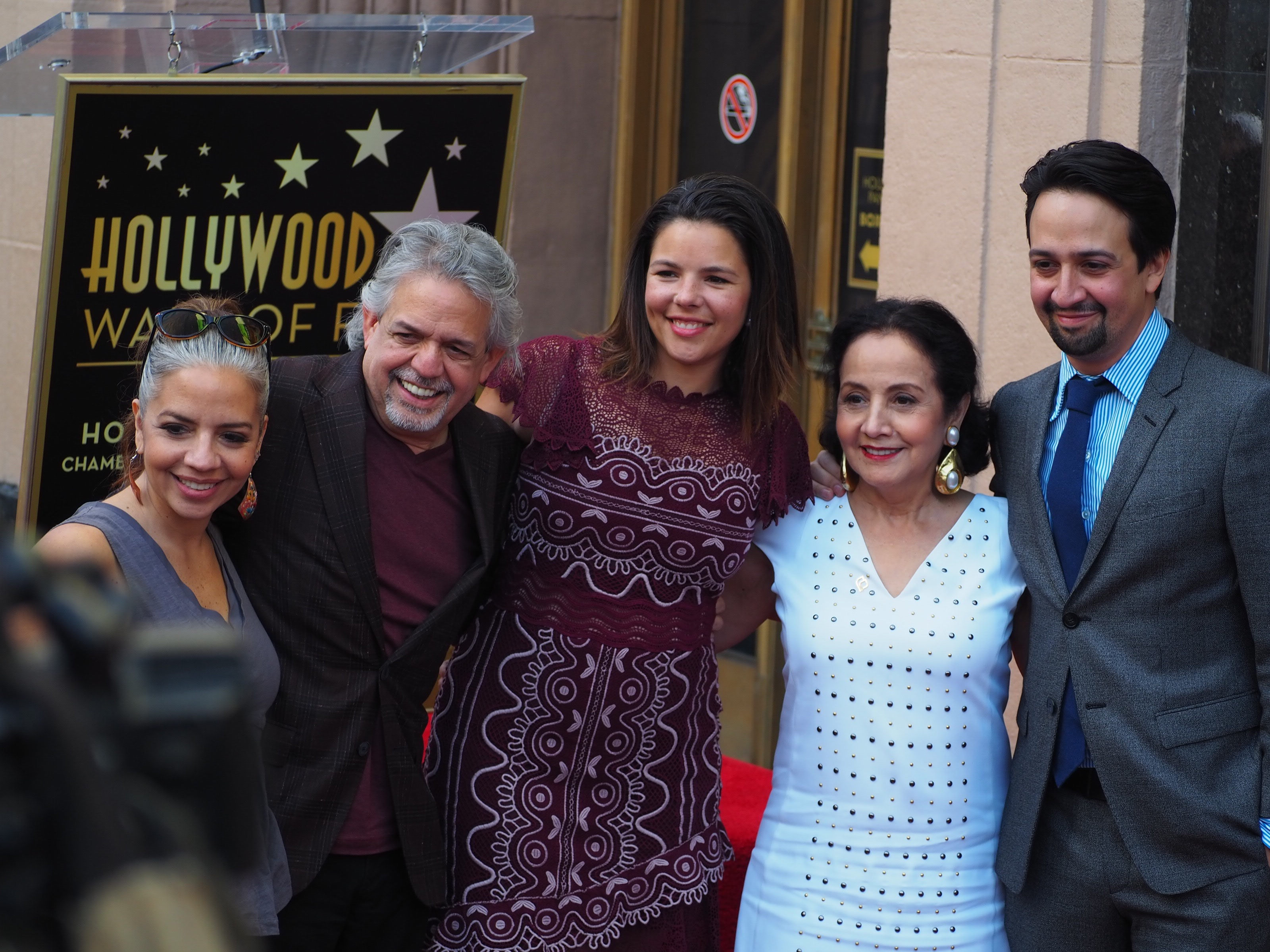
Miranda (dreta) amb la seva família quan va rebre l'estrella al Passeig de la Fama de Hollywood el 2018. La seva dona, Vanessa Nadal, és al centre.

### Família
Miranda es va casar amb Vanessa Nadal, amiga de l'institut, l'any 2010. A la recepció del casament, Miranda, juntament amb alguns convidats, va interpretar la cançó To Life del musical Fiddler on the Roof. el vídeo ha tingut més de 7 milions de visualitzacions a YouTube. Nadal era advocat al despatx d'advocats Jones Day. El primer fill de Miranda i Nadal, Sebastian, va néixer el novembre de 2014. El seu segon fill, Francisco, va néixer el febrer de 2018.
Miranda va descobrir que està relacionat amb els artistes Residente i ILE de Calle 13 durant un concert del grup el 2009 a San Juan, Puerto Rico, on Miranda va ser convidat a actuar. Al backstage, la mare de Residente i ILE va revelar la seva connexió amb Gilberto Concepción de Gracia, fundador del Partit de la Independència de Puerto Rico. Des de llavors, Miranda i Residente han confirmat la relació. El 2017, Miranda va interpretar el tema d'obertura de l' àlbum de debut de Residente.
Miranda és el cosí del jugador de beisbol José Miranda.

### Activisme
Després d'una reunió amb el president Barack Obama el març del 2016, Miranda es va unir als senadors nord-americans Kirsten Gillibrand, Chuck Schumer, Elizabeth Warren i altres legisladors demòcrates per demanar una acció del congrés per donar suport a una proposició de llei del Senat per permetre a Puerto Rico declarar-se en bancarrota i reduir significativament els seus 70 mil milions de dòlars de deute. Miranda va ser especialment actiu arran de la devastació de l'huracà Maria a Puerto Rico, i el desembre de 2017, els ingressos de la seva cançó Almost like praying van ajudar la Federació Hispànica a recaptar 22 milions de dòlars per a tasques de rescat i socors.
El 24 de març de 2018, juntament amb Ben Platt, va cantar "Found/Tonight" a la manifestació contra les armes de foc March for Our Lives a Washington, DC.
Amb l'objectiu de recaptar diners per a la reconstrucció de Puerto Rico després de la devastació dels huracans Irma i María, Lin-Manuel Miranda va decidir assumir, un cop més, el paper protagonista de Hamilton a Puerto Rico, país de naixement del seu pare. La família Miranda va fer una donació aproximada d'1 milió de dòlars per equipar el teatre de la Universitat de Puerto Rico i poder fer-lo servir com a seu de les representacions del musical el gener del 2018. Després d'esgotar les entrades en dues hores per a les tres setmanes de funcions, els productors van decidir no representar l'espectacle al recinte de la universitat a causa de les advertències de possibles protestes per part d'una organització laboral de treballadors universitaris i van traslladar el decorat al Centre d'Arts Escèniques Luis A. Ferré a Santurce, on van tenir lloc les funcions de l'11 al 27 de gener. La producció va aportar millores addicionals per valor de centenars de milers de dòlars al Centre Ferré.

## Premis i èxits
Entre els seus nombrosos premis, Miranda ha guanyat un premi Pulitzer, tres premis Tony, tres Grammy, un Emmy i dos premis Olivier i ha estat nominat a un Oscar. El 2015 va ser destinatari d'una beca Genius del Programa MacArthur Fellows. El 2016, la revista Time va incloure Miranda al seu Time 100 anual com una de les "Persones més influents del món" i va rebre una estrella al Passeig de la Fama de Puerto Rico. Miranda va rebre la seva estrella al Passeig de la Fama de Hollywood el 30 de novembre de 2018. El desembre de 2018, va rebre els honors del Kennedy Center per la creació de Hamilton.
El 2015, Miranda va rebre el premi American Ingenuity de la Smithsonian Magazine en la categoria d'Història. El 2019, la Smithsonian National Portrait Gallery va concedir a Miranda el premi Portrait of a Nation.

### Títols honoraris
El 2009, Miranda va obtenir el títol honorífic de la Universitat Yeshiva de Washington Heights, Manhattan, convertint-se en la persona més jove en obtenir un títol honorífic d'aquesta universitat.
Va obtenir el títol honorífic de Doctor en Lletres Humanes el 2015 de la seva alma mater, la Universitat de Wesleyan on va fer el discurs d'obertura d'aquell curs. El maig de 2016, va rebre un Doctorat Honorífic de les Arts de la Universitat de Pensilvania i també va pronunciar el discurs d'inauguració.

## Crítica

### Activisme
El 2016, Miranda va defensar l'aprovació de la Llei de supervisió, gestió i estabilitat econòmica de Puerto Rico, una llei que estableix la reestructuració del deute de Puerto Rico després de l'Huracà Maria. La llei va suposar retallades pressupostàries amb el tancament de més de 200 escoles públiques, reduccions en beneficis laborals i reduccions pressupostàries a la Universitat de Puerto Rico (UPR).Hi va haver protestes i la UPR es va tancar a causa de les vagues dels estudiants el 2017. Miranda es va convertir en objectiu de crítiques, sobretot quan va arribar amb la gira de Hamilton a Puerto Rico, a causa de la seva implicació en el projecte de llei.

### Hamilton
Les principals crítiques de Hamilton s'han centrat en el tema que diversos personatges protagonistes eren propietaris d'esclaus i colonitzadors del que es convertiria en els Estats Units. Les crítiques destaquen que l'obra no representa correctament la història per la glorificació i presentació d'aquests personatges, i que no inclou la narrativa d'africans esclavitzats i nadius americans.
El 2018, Rutgers University Press va publicar Historians on Hamilton: How a Blockbuster Musical Is Restaging America's Past, un recull d'assaigs escrits per historiadors sobre la imprecisió històrica de Hamilton i els seus efectes.
L'any 2019, l'escriptor Ishmael Reed va estrenar l'obra The Haunting of Lin-Manuel Miranda. Una crítica directa a Miranda i Hamilton, l'obra representa a Miranda embruixat per aquells de qui el seu musical tergiversa la història, inclosos un africà esclavitzat, un nadiu americà, un criat blanc i Harriet Tubman.

## Crèdits

### Teatre
| Any       | Títol                   | Paper              | Detalls                                                               | Notes                                         |
| --------- | ----------------------- | ------------------ | --------------------------------------------------------------------- | --------------------------------------------- |
| 1999      | In the Heights          | Usnavi de la Vega  | Universitat de Wesleyan, del 20 al 22 d'abril                         | També compositor i lletrista                  |
| 2005      | In the Heights          | Usnavi de la Vega  | Centre teatral Eugene O'Neill                                         | També compositor i lletrista                  |
| 2007      | In the Heights          | Usnavi de la Vega  | Off-Broadway, 8 de febrer al 15 de juliol de 2007                     | També compositor i lletrista                  |
| 2008-2009 | In the Heights          | Usnavi de la Vega  | Broadway, 14 de febrer de 2008 - 15 de febrer de 2009                 | També compositor i lletrista                  |
| 2009–10   | In the Heights          | Usnavi de la Vega  | Gira als Estats Units                                                 | També compositor i lletrista                  |
| 2009      | West Side Story         |                    | Revival de Broadway                                                   | Traduccions al castellà                       |
| 2010–11   | In the Heights          | Usnavi de la Vega  | Broadway, 25 de desembre de 2010 - 9 de gener de 2011                 | També compositor i lletrista                  |
| 2011      | Working                 |                    | Revival de Chicago                                                    | Va escriure dues cançons noves                |
| 2012      | Merrily We Roll Along   | Charley Kringas    | Encores!, 8 al 9 de febrer de 2012                                    |                                               |
| 2012      | Bring it on             |                    | Broadway i gira                                                       | Co-compositor i lletrista                     |
| 2014      | 21 Chump Street         | Narrador           | Acadèmia de música de Brooklyn, 7 de juny de 2014                     | Llibre, música i lletres                      |
| 2014      | Tick, Tick. . Boom!     | Jon                | Encores!, 25-28 de juny de 2014                                       |                                               |
| 2015      | Hamilton                | Alexander Hamilton | Off- Broadway, 20 de gener al 3 de maig de 2015                       | Llibret, música i lletres                     |
| 2015–16   | Hamilton                | Alexander Hamilton | Broadway, 6 d'agost de 2015 - 9 de juliol de 2016                     | Llibret, música i lletres                     |
| 2016      | Els miserables          | Alt Hailer         | Broadway, 24 de gener de 2016                                         | Només per veu                                 |
| 2019      | Hamilton                | Alexander Hamilton | Centre d'Arts Escèniques Luis A. Ferré, del 27 al 27 de gener de 2019 | Funcions limitades; Llibret, música i lletres |
| 2019–20   | Freestyle Love Supreme  | Ell mateix         | Booth Theatre                                                         | Actuacions determinades                       |
| 2021      | Freestyle Love Supreme  | Ell mateix         | Booth Theatre                                                         | Actuacions determinades                       |
| 2023      | New York, New York      | —                  | Broadway                                                              | Lletres                                       |
| 2023      | Gutenberg! The Musical! | The Producer       | Broadway, James Earl Jones Theatre, 19 d'octubre de 2023              | Cameo                                         |

### Cinema
| Any  | Títol                                                    | Paper                    | Notes                                         |
| ---- | -------------------------------------------------------- | ------------------------ | --------------------------------------------- |
| 1996 | Clayton's Friends                                        | Pete                     | També escriptor, productor, director i editor |
| 2012 | The Odd Life of Timothy Green                            | Reggie                   |                                               |
| 2012 | The Polar Bears                                          | Jak                      | Veu; curtmetratge                             |
| 2013 | 200 Cartas                                               | Raúl                     |                                               |
| 2015 | Star Wars: The Force Awakens                             | Shag Kava                | Cameo de veu; també compositor especial       |
| 2016 | Studio Heads                                             | Ell mateix               | Curtmetratge                                  |
| 2016 | Vaiana                                                   | N/D                      | Compositor i cantant                          |
| 2017 | Speech & Debate                                          | The Genie                |                                               |
| 2018 | Mary Poppins Returns                                     | Jack                     |                                               |
| 2019 | Star Wars: The Rise of Skywalker                         | Soldat de la resistència | Cameo; també compositor especial              |
| 2020 | Hamilton                                                 | Alexander Hamilton       | També escriptor, compositor i productor       |
| 2020 | Siempre, Luis                                            | Ell mateix               | Documental                                    |
| 2020 | Mucho Mucho Amor: The Legend of Walter Mercado           | Ell mateix               | Documental                                    |
| 2021 | Rita Moreno: Just a Girl Who Decided to Go for It        | Ell mateix               | Documental; també productor executiu          |
| 2021 | In the Heights                                           | Piragüero                | També compositor i productor                  |
| 2021 | Vivo                                                     | Vivo                     | Veu; també compositor i productor executiu    |
| 2021 | Tick, Tick... Boom!                                      | N/D                      | Director i productor                          |
| 2021 | Encanto                                                  | N/D                      | Compositor i Història                         |
| 2022 | Weird: The Al Yankovic Story                             | Doctor                   | Cameo                                         |
| 2022 | Aristotle and Dante Discover the Secrets of the Universe | N/D                      | Productor                                     |
| 2023 | The Little Mermaid                                       | N/D                      | Co-compositor i productor                     |

### Televisió
| Any        | Títol                                             | Paper                              | Notes                                                      |
| ---------- | ------------------------------------------------- | ---------------------------------- | ---------------------------------------------------------- |
| 2007       | The Sopranos                                      | Bellman                            | Episodi: "Remember When"                                   |
| 2009, 2011 | Sesame Street                                     | Freddy Flapman Lamb-Manuel Miranda | 2 episodis; també compositor i lletrista                   |
| 2009–10    | House                                             | Juan "Alvie" Alvarez               | 2 episodis                                                 |
| 2009–10    | The Electric Company                              | Mario/ell mateix                   | 17 episodis; també compositor                              |
| 2011       | Modern Family                                     | Guillermo                          | Episodi: "Good Cop Bad Dog"                                |
| 2011       | 65ns Premis Tony                                  | N/D                                | Gala de premis; compositor de la cançó de rap de clausura  |
| 2012       | Submissions Only                                  | Auditioner #1                      | Episodi: "Another Interruption"                            |
| 2012       | Freestyle Love Supreme                            | Ell mateix                         | Sèrie de TV; també lletrista                               |
| 2013       | Do No Harm                                        | Ruben Marcado                      | 11 episodis                                                |
| 2013       | Smash                                             | Ell mateix                         | Episodi: "The Transfer"                                    |
| 2013       | 67ns Premis Tony                                  | N/D                                | Gala de premis; lletrista de la cançó d'obertura "Bigger!" |
| 2013       | How I Met Your Mother                             | Gus                                | Episodi: "Bedtime Stories"                                 |
| 2016       | Inside Amy Schumer                                | Ell mateix                         | Episodi: "The World's Most Interesting Woman in the World" |
| 2016       | Last Week Tonight with John Oliver                | Ell mateix                         | Episodi: "Puerto Rico"                                     |
| 2016       | Hamilton's America                                | Ell mateix                         | Documental de TV                                           |
| 2016       | Difficult People                                  | Ell mateix                         | Episodi: "Carter"                                          |
| 2016       | Saturday Night Live                               | Ell mateix (invitat)               | Episodi: "Lin-Manuel Miranda/Twenty One Pilots"            |
| 2016       | Drunk History                                     | Ell mateix                         | Episodi: "Hamilton"                                        |
| 2017       | My Brother, My Brother and Me                     | Ell mateix                         | Episodi: "Candlenights & Vape Ape"                         |
| 2017       | Curb Your Enthusiasm                              | Ell mateix                         | 2 episodis                                                 |
| 2017–20    | BoJack Horseman                                   | Crackerjack Sugarman               | Veu; 2 episodis                                            |
| 2017–18    | The Magic School Bus Rides Again                  | N/A                                | Cantant de la cançó d'obertura                             |
| 2018       | The Late Show with Stephen Colbert                | John Adams                         | Episodi: "Laura Linney/Sasheer Zamata/Lin-Manuel Miranda"  |
| 2018       | Bartlett                                          | Jesus                              | 2 episodis                                                 |
| 2018       | Nina's World                                      | Paquito Fernando                   | Veu; Episodi: "Nina Live"                                  |
| 2018–21    | DuckTales                                         | Gizmoduck / diversos papers        | Veu; 11 episodi                                            |
| 2019       | Brooklyn Nine-Nine                                | Tinent David Santiago              | Episodi: "The Golden Child"                                |
| 2019       | Fosse/Verdon                                      | Roy Scheider                       | Episodi: "Providence"; també productor executiu            |
| 2019       | Saturday Night Live                               | Julian Castro                      | Episodi: "David Harbour/Camila Cabello"                    |
| 2019–20    | His Dark Materials                                | Lee Scoresby                       | 9 episodis                                                 |
| 2020       | Sesame Street: Elmo's Playdate                    | Ell mateix                         | Especial de TV                                             |
| 2020       | One Day at a Time                                 | Tio Juanito                        | Veu; Episodi: "The Politics Episode"                       |
| 2020       | Take Me to the World: A Sondheim 90th Celebration | Ell mateix                         | Especial de TV; actuació de "Giants in the Sky"            |
| 2020       | A West Wing Special to Benefit When We All Vote   | Ell mateix                         | Especial de TV                                             |
| 2021       | We the People                                     | Ell mateix                         | Veu; Episodi: "The Three Branches of Government"           |
| 2022       | Bluey                                             | Major Tom                          | Veu; Episodi: "Stories"                                    |
| 2023       | Percy Jackson and the Olympians                   | Hermes                             | 2 episodis                                                 |

### Sèries web
| Curs | Títol          | Paper      | Notes     |
| ---- | -------------- | ---------- | --------- |
| 2020 | Some Good News | Ell mateix | Episodi 2 |

### Llibres
- Hamilton: The Revolution (2016) amb Jeremy McCarter[65]
- Gmorning, Gnight!: Little Pep Talks for Me & You (2018) amb Jonny Sun[197]
- In the Heights: Finding Home (2021) amb Quiara Alegría Hudes i Jeremy McCarter[198][199]

### Articles
- "Stop the Bots From Killing Broadway", The New York Times (2016)[200]
- "Give Puerto Rico Its Chance to Thrive", The New York Times (2016)[201]

## Discografia

### Gravacions originals de Broadway
| Títol                                                       | Detalls de l'àlbum                                                                                                | Millor posició | Millor posició | Millor posició | Millor posició | Millor posició | Millor posició | Millor posició | Millor posició | Millor posició | Millor posició | Millor posició | Millor posició | Millor posició | Notes |
| Títol                                                       | Detalls de l'àlbum                                                                                                | US             | US Cast Albums | US OST         | US Rap         | US R&B/HH      | AUS            | BEL Flanders   | BEL Wallonia   | CAN            | IRE            | NZ             | UK             | UK OST         | Notes |
| ----------------------------------------------------------- | --- | -------------- | -------------- | -------------- | -------------- | -------------- | -------------- | -------------- | -------------- | -------------- | -------------- | -------------- | -------------- | -------------- | --- |
| In the Heights (Original Broadway Cast Recording)           | - Publicació: 3 de juny de 2008 - Discogràfica: Sh-K-Boom Records - Formats: CD, descàrrega digital, LP           | 82             | 1              | —              | —              | —              | —              | —              | —              | —              | —              | —              | —              | —              | - Compositor/Lletrista - Solista principal com a "Usnavi" - Guanyador del Grammy al millor àlbum musical de teatre                                                                             |
| Merrily We Roll Along: 2012 New York Cast Recording         | - Publicació: 10 de juliol de 2012 - Dicogràfica: PS Classics - Formats: CD, descàrrega digital                   | —              | 1              | —              | —              | —              | —              | —              | —              | —              | —              | —              | —              | —              | - Solista principal com a "Charley" |
| Bring It On: The Musical (Original Broadway Cast Recording) | - Publicació: 16 d'octubre de 2012 - Dicogràfica: Sh-K-Boom Records - Formats: CD, descàrrega digital             | —              | 3              | —              | —              | —              | —              | —              | —              | —              | —              | —              | —              | —              | - Co-Compositor/Lletrista |
| 21 Chump Street: The Musical – EP                           | - Publicació: 19 de juny de 2014 - Dicogràfica: 5000 Broadway Productions, Inc. - Formats: descàrrega digital     | —              | 10             | —              | —              | —              | —              | —              | —              | —              | —              | —              | —              | —              | - Llibret, música i lletra - Solista principal com a "El Narrador" |
| Hamilton (Original Broadway Cast Recording)                 | - Publicació: 25 de setembre de 2015 - Dicogràfica: Atlantic Records - Formats: CD, descàrrega digital, LP        | 2              | 1              | —              | 1              | —              | 6              | 136            | —              |                | 52             | 7              | 58             | 2              | - Llibret, música i lletra - Productor executiu - Solista principal com a "Alexander Hamilton" - Guanyador del Grammy al millor àlbum musical de teatre - Platí certificat 8 vegades als EE.UU |
| The Hamilton Mixtape                                        | - Publicació: 6 de desembre de 2016 - Dicogràfica: Atlantic Records - Formats: CD, descàrrega digital, LP, casset | 1              | —              | —              | —              | 1              | 26             | 114            | —              | 9              | —              | 29             | —              | —              | - Acreditat com a compositor en totes les cançons - Productor executiu - Solista principal en 3 cançons - Or certificat als EE.UU                                                              |
| The Hamilton Instrumentals                                  | - Publicació: 30 de juny de 2017 - Dicogràfica: Atlantic Records - Formats: descàrrega digital                    | —              | —              | —              | —              | —              | —              | —              | —              | —              | —              | —              | —              | —              | - Compositor |

### Bandes sonores de pel·lícula
| Títol                                                     | Detalls de l'àlbum | Millor posició | Millor posició | Millor posició | Millor posició | Millor posició | Millor posició | Millor posició | Millor posició | Millor posició | Millor posició | Millor posició | Millor posició | Millor posició | Notes |
| Títol                                                     | Detalls de l'àlbum | US             | US Cast Albums | US OST         | US Rap         | US R&B/HH      | AUS            | BEL Flanders   | BEL Wallonia   | CAN            | IRE            | NZ             | UK             | UK OST         | Notes |
| --------------------------------------------------------- | --- | -------------- | -------------- | -------------- | -------------- | -------------- | -------------- | -------------- | -------------- | -------------- | -------------- | -------------- | -------------- | -------------- | --- |
| Moana: Original Motion Picture Soundtrack                 | - Publicació: 19 de novembre de 2016 - Discogràfica: Walt Disney Records - Formats: CD, descàrrega digital, LP                 | 2              | —              | 1              | —              | —              | 8              | 49             | 48             | 4              | 9              | 1              | 7              | 1              | - Co-compositor/Lletrista - Productor - Solista principal en 2 cançons (versió estàndard) i 7 demos (versió deluxe) - Platí certificat 2 vegades a EE.UU; Platí a: Australia, Canadà & UK |
| Mary Poppins Returns (Original Motion Picture Soundtrack) | - Publicació: 7 de desembre de 2018 - Discogràfica: Walt Disney Records - Formats: CD, descàrrega digital                      | 34             | —              | 5              | —              | —              | 15             | 85             | 79             | 73             | —              | —              | —              | —              | - Solista principal com a "Jack" |
| In the Heights (Original Motion Picture Soundtrack)       | - Publicació: 10 de juny de 2021 - Discogràfica: Atalntic Records i WaterTower Music - Format: CD, digital download, streaming | 45             | —              | 1              | —              | —              | 59             | —              | —              | —              | —              | —              | —              | —              | - Solista principal en una cançó com a "Piragüero" - Compositor i lletrista de totes les cançons - Productor                                                                              |
| Encanto (Original Motion Picture Soundtrack)              | - Publicació: 19 de novembre de 2021 - Discogràfica: Walt Disney Records - Format: CD, digital download                        | 7              | —              | —              | —              | —              | 6              | 19             | 16             | 24             | —              | 13             | —              | —              | - Co-compositor/lletrista - Productor |

### Senzills
| Títol                                                                                             | Any  | Millor posició | Millor posició | Millor posició   | Àlbum                              |
| Títol                                                                                             | Any  | US             | US Latin       | US Latin Digital | Àlbum                              |
| ------------------------------------------------------------------------------------------------- | ---- | -------------- | -------------- | ---------------- | ---------------------------------- |
| "Jabba Flow" (amb John Williams)                                                                  | 2015 | —              | —              | —                | Star Wars: The Force Awakens       |
| "Love Make the World Go Round" (amb Jennifer Lopez)                                               | 2016 | 72             | —              | —                | Senzills no pertanyents a un àlbum |
| "What the World Needs Now Is Love" (amb Broadway for Orlando)                                     | 2016 | —              | —              | —                | Senzills no pertanyents a un àlbum |
| "Crucible Cast Party" (amb el repartiment de Saturday Night Live)                                 | 2016 | —              | —              | —                | Senzills no pertanyents a un àlbum |
| "We Know the Way" (amb Opetaia Foa'i)                                                             | 2016 | 93             | —              | —                | Vaiana                             |
| "You're Welcome (Jordan Fisher Version)" (amb Jordan Fisher)                                      | 2016 | —              | —              | —                | Vaiana                             |
| "Wrote My Way Out" (amb Nas, Dave East, & Aloe Blacc)                                             | 2016 | —              | —              | —                | The Hamilton Mixtape               |
| "Almost Like Praying" (amb Artists for Puerto Rico)                                               | 2017 | 20             | 3              | 1                | Senzills no pertanyents a un àlbum |
| "Found/Tonight" (amb Ben Platt)                                                                   | 2018 | 49             | —              | —                | Senzills no pertanyents a un àlbum |
| "A Forgotten Spot" (amb Zion & Lennox, De La Ghetto, Ivy Queen, PJ Sin Suela, & Lucecita Benitez) | 2018 | —              | —              | 13               | Senzills no pertanyents a un àlbum |
| "Rufio" (amb Utkarsh Ambudkar & Dante Basco)                                                      | 2018 | —              | —              | —                | Senzills no pertanyents a un àlbum |
| "Cheering For Me Now" (amb John Kander)                                                           | 2018 | —              | —              | —                | Senzills no pertanyents a un àlbum |
| "Trip a Little Light Fantastic" (amb el repartiment de Mary Poppins Returns)                      | 2018 | —              | —              | —                | Mary Poppins Returns               |

### Narració d'audiollibres
- 2013: Aristotle and Dante Discover the Secrets of the Universe de Benjamin Alire Saenz[247]
- 2016: Hamilton: The Revolution de Lin-Manuel Miranda, Jeremy McCarter, & Mariska Hargitay[248]
- 2016: The Brief Wondrous Life of Oscar Wao de Junot Díaz[248]
- 2018: Gmorning, Gnight!: Little Pep Talks for Me & You de Lin-Manuel Miranda[248]
- 2021: Aristotle and Dante Dive into the Waters of the World de Benjamin Alire Sáenz.[249][b]